# 飛龍女孩
《飛龍女孩》是BONES原創製作的電視動畫。2018年4月至6月首播。是一部描繪生存在現代的龍，與照顧他的日本航空自衛隊女性自衛官之間的故事。
第22屆日本新媒體動漫藝術節動畫部門優秀賞得獎作品。

## 概要
2017年12月3日，由電影《正宗哥吉拉》的導演樋口真嗣，在2017日本東京國際漫畫展的活動中宣布決定製作完全新作原創電視動畫。　

## 故事簡介
甘粕檜曾根是在航空自衛隊岐阜基地飛行開發實驗團任職的新人，過於率直而總是無意識地傷害他人，對此感到疲憊不堪的她，選擇成為任期限定的自衛官，執勤的地方是在庶務科，也就是打雜的。但命運的邂逅徹底改變了她的人生。被秘藏在基地中、偽裝成F-15J戰鬥機的飛龍「Masotan」（漢字名「間租譚」）選中了甘粕檜曾根，並和她一起飛向天空。　
就這樣，搭乘「OTF（Organic Transformed Flyer，變態飛翔生命體）」的飛行要員，成為了甘粕檜曾根的工作。甚至能左右國家命運的龍，究竟隱藏著怎樣的秘密…。

## 登場人物

### 主要角色
甘粕檜曾根（聲：久野美）
岐阜基地的OTF（F-15J戰鬥機）駕駛員，戰術代號「Hisone」，二等空士（空軍二等兵），後升任二等空曹（空軍中士）。在基地迷路無意間被龍選中成為了駕駛員。個性率直而總是無意識地傷害他人。不擅長與人打交道。
貝崎名緒（聲：黑澤朋世）
岐阜基地的OTF駕駛候補，戰術代號「Sexy Jaguar」，二等空士。全身散發出不良少女的氣息。喜歡捉弄甘粕。
星野繪瑠（聲：河瀨茉希）
築城基地的OTF（F-2A戰鬥機）駕駛員，戰術代號「Penguin」，空曹長（空軍士官長）。個性好強不服輸，認為女人的能力並不輸於男人。
絹番莉莉子（聲：新井里美）
三澤基地的OTF（E-2C預警機）駕駛員，戰術代號「Jimmy」，二等空曹。個性沉著冷靜，想法消極。喜歡看漫畫。
日登美真弓（聲：名塚佳織）
入間基地的OTF（C-1運輸機）駕駛員，戰術代號「Morris」，二等空曹。個性溫厚隨和，散發著賢妻良母的女人味，深受基地男隊員的喜愛。

### 其他角色
小此木榛人（聲：梶裕貴）
岐阜基地的男性隊員，飛龍間租譚（Masotan）專屬的裝備維修士，空士長（空軍上等兵）。對甘粕有好感。
財投豐（聲：德本恭敏）
岐阜基地男性隊員，戰鬥機駕駛員，一等空尉（空軍上尉）。
柿保令美（聲：釘宮理惠）
岐阜基地女性隊員，飛行隊隊長，二等空佐（空軍中校）。
幾嶋博己（聲：諏訪部順一）
設計OTF駕駛員飛行服裝的設計師。
曾曾田弘（聲：中田讓治）
岐阜基地指揮官，空將補（空軍少將）。
飯干（聲：下山吉光）
宮內廳式部官，74年一度之大祭祀（マツリゴト）主祭官。
樋本貞（聲：朴璐美）
在岐阜基地販賣飲料的婆婆，二戰時曾是日本陸軍飛行戰隊OTF駕駛員。　　

## 製作人員
- 原作：BONES、樋口真嗣、岡田麿里[4]
- 總導演：樋口真嗣[4]
- 導演：小林寬[4]
- 企劃：南雅彥
- 製作：川村明廣（日语：川村明廣）、末永淳子、武智恒雄、村田嘉邦、伊藤幸弘
- 劇本統籌：岡田麿里[4]
- 人物原案：青木俊直（日语：青木俊直）[4]
- 人物設定：伊藤嘉之[4]
- 主要機械設定：河森正治[4]
- 怪獸概念設定：[4]
- 概念設計：okama（日语：OKAMA）[4]
- 軍事考證：小柳啓伍[4]
- 美術設計：平澤晃弘[4]
- 美術監督：金子雄司[4]
- 色彩設計：小針裕子[4]
- 攝影監督：佐佐木康太[4]
- 3DCG監督：安東容太[4]
- 剪輯：奧田浩史[4]
- 音響監督：山田陽（日语：山田陽）[4]
- 音響效果：野口透[4]
- 音樂：岩崎太整[4]
- 音樂製作：Melody Fair
- 雅樂監修：山田文彥
- 製作人：松田章男、宮城惣次、小岐須泰世、大森慎司
- 動畫製作人：天野直樹
- 動畫製作：BONES[4]
- 製作：「飛龍女孩」飛實團（Warner Bros. Japan、BONES、KlockWorx（日语：クロックワークス）、博報堂DY Music & Pictures（日语：博報堂DYミュージック&ピクチャーズ）、BS富士）

## 主題歌
片頭曲
作詞：岡田麿里，作曲、編曲：岩崎太整，主唱：福本莉子
片尾曲「Le temps de la rentrée 」 
作詞：GALL ROBERT HENRI，作曲：GALL PATRICE MAURICE，編曲：岩崎太整
主唱：D-PI［甘粕檜曾根（久野美）、貝崎名緒（黑澤朋世）、星野繪瑠（河瀨茉希）、絹番莉莉子（新井里美）、日登美真弓（名塚佳織）］

## 各話列表
| 話數   | 日英雙文標題                            | 中文標題                 | 劇本                       | 分鏡     | 演出                                | 作畫監督                                                                                                  | 機械作畫監督                 |
| ------ | --------------------------------------- | ------------------------ | -------------------------- | -------- | ----------------------------------- | --- | ---------------------------- |
| 第1話  | It is insane                            | 太瘋狂啦                 | 岡田麿里                   | 小林寬   | 三宅將平                            | 堀川耕一、秋山英一、岐神麻芽 齋藤香、稻熊一晃、小柏奈弓                                                   | 本城惠一朗                   |
| 第2話  | I name the dragon Masotan               | 我將飛龍取名為間租譚     | 岡田麿里                   | 寺東克己 | 守田芸成                            | 春日廣子、中山知世                                                                                        | 倉本和希                     |
| 第3話  | Take responsibility, would you？        | 負起責任吧               | 小柳啓伍                   | 樋口真嗣 | 佐竹秀幸                            | 小柏奈弓、關口亮輔 岐神麻芽、石毛理惠                                                                     | 米田騎士                     |
| 第4話  | Those guys have come over to Gifu       | 那些人來到了岐阜         | 和場明子 岡田麿里          | 小林寬   | 蓮井隆弘                            | 稻熊一晃、齋藤香、堀川耕一 秋山英一、岐神麻芽、中山和世 春日廣子                                          | 本城惠一朗                   |
| 第5話  | Who likes to be disliked？              | 誰喜歡被討厭？           | 和場明子 小柳啓伍 岡田麿里 | 寺東克己 | 平野宏樹                            | 岐神麻芽、清池奈保 細田沙織、稻熊一晃                                                                     | 倉本和希                     |
| 第6話  | I will call your name                   | 我會呼喚你的名字         | 和場明子 小柳啓伍 岡田麿里 | 松尾衡   | 三宅將平                            | 堀川耕一、中山知世 春日廣子                                                                               | 米田騎士                     |
| 第7話  | Kingdom of Love                         | 愛的王國                 | 岡田麿里                   | 高橋敦史 | 佐竹秀幸                            | 小柏奈弓、稻熊一晃                                                                                        | 本城惠一朗                   |
| 第8話  | Limited time offer！Spicy granny flavor | 期間限定！辛辣老奶奶口味 | 小柳啓伍                   | 堀元宣   | 守田芸成                            | 齋藤香、秋山英一、關本美穗 中山知世                                                                       | 倉本和希 本城惠一朗          |
| 第9話  | eeeeeeeeeek！                           | 啊啊啊啊啊！             | 和場明子                   | 平川哲生 | 蓮井隆弘                            | 岐神麻芽、清池奈保、細田沙織 秋山英一、堀元宣、堀川耕一 春日廣子、中山知世、佐竹秀幸 稻熊一晃             | 米田騎士 本城惠一朗 倉本和希 |
| 第10話 | Melty Love                              | 融化的愛                 | 岡田磨里                   | 高橋敦史 | 平野宏樹                            | 堀川耕一、小柏奈弓、中山知世 春日廣子、清池奈保、秋山英一 岐神麻芽、齋藤香、稻熊一晃 伊藤嘉之             | 本城惠一朗                   |
| 第11話 | Montparnasse sky and scum girl          | 蒙帕納斯天空與廢物女孩   | 岡田磨里                   | 小林寬   | 野亦則行                            | 小柏奈弓、堀川耕一、中山知世 春日廣子、清池奈保、岐神麻芽 稻熊一晃、石田廣二、吉田奏子 內田直人、石毛理惠 | 本城惠一朗                   |
| 第12話 | Invincible us                           | 我們所向無敵             | 岡田磨里                   | 小林寬   | 三宅將平 平野宏樹 佐竹秀幸 蓮井隆弘 | 堀川耕一、春日廣子、清池奈保 稻熊一晃、藤卷裕一、佐竹秀幸                                                 | 本城惠一朗                   |

## 播放電視台
| 播放期間               | 播放時間                  | 播放電視台 | 播放地區 | 備註               |
| ---------------------- | ------------------------- | ---------- | -------- | ------------------ |
| 2018年4月12日－6月28日 | 星期四 24時00分－24時30分 | TOKYO MX   | 東京都   |                    |
|                        |                           | BS富士     | 日本全國 | BS衛星             |
|                        | 星期四 24時45分－25時15分 | 岐阜放送   | 岐阜縣   |                    |
| 2018年4月17日－7月3日  | 星期二 26時30分－27時00分 | 每日放送   | 近畿地區 | 『Anime特區』第1部 |

網路電視方面，Netflix於2018年4月13日至6月29日在日本同步跟播，並於同年9月21日向全球Netflix上架該作。

## BD&DVD
兩卷的發售日期原本分別定於2018年10月10日和11月14日，但因為諸多事情而變更下面表格的發售日期。
| 卷數   | 發售日期       | 收錄話        | 規格編號   | 規格編號   |
| 卷數   | 發售日期       | 收錄話        | BD特裝版   | DVD特裝版  |
| ------ | -------------- | ------------- | ---------- | ---------- |
| 接觸篇 | 2018年11月14日 | 第1話～第6話  | 1000726052 | 1000727052 |
| 發動篇 | 2018年12月12日 | 第7話～第12話 | 1000726053 | 1000727053 |

## 漫畫
漫畫由青木俊直負責作畫，2018年起於《月刊Dragon Age》（KADOKAWA）從4月號開始連載至8月號結束。單行本全1冊。
| 冊數 | KADOKAWA      | KADOKAWA               |
| 冊數 | 發售日期      | ISBN                   |
| ---- | ------------- | ---------------------- |
| 全   | 2018年11月9日 | ISBN 978-4-04-072882-7 |

## 資料集
- 《飛龍女孩 公式設定資料集》（2018年8月2日由一迅社出版發售） ISBN 978-4758016124

## 外部連結
- 電視動畫『飛龍女孩』官方網站 （页面存档备份，存于） （日語）
- 飛龍女孩的X（前Twitter） （日語）